# Équipe de Suisse de football en 2019
Cet article présente l'année 2019 pour l'équipe de Suisse de football. Le 8 septembre 2019, la Nati rencontre Gibraltar pour la première fois de son histoire.

## Évolution du classement
| Année | 2018     | 2019    | 2019    | 2019 | 2019  | 2019 | 2019 | 2019    | 2019 | 2019      | 2019    | 2019     | 2019     |
| Mois  | décembre | janvier | février | mars | avril | mai  | juin | juillet | août | septembre | octobre | novembre | décembre |
| Rang  | 8        | 8       | 8       | 8    | 8     | 8    | 9    | 11      | 11   | 11        | 13      | 12       | 12       |

## Bilan
|           | Nombre de matchs | Victoires | Matchs nuls | Défaites | Buts marqués | Buts encaissés |
| Domicile  | 4                | 3         | 1           | 0        | 10           | 3              |
| Extérieur | 4                | 2         | 1           | 1        | 9            | 3              |
| Neutre    | 2                | 0         | 1           | 1        | 1            | 3              |
| Total     | 10               | 5         | 3           | 2        | 20           | 9              |

## Matchs et résultats
| Euro - qualifications 1re journée                | Géorgie | 0 - 2   | Suisse                  | Stade Boris-Paichadze, Tbilissi               |                                               |
| 23 mars 2019 · 18h00 · Historique des rencontres |         | (0 - 0) | 56e Zuber · 80e Zakaria | Spectateurs : 49 207 Arbitrage : Craig Pawson | Spectateurs : 49 207 Arbitrage : Craig Pawson |
| 23 mars 2019 · 18h00 · Historique des rencontres | Rapport |         |                         | Spectateurs : 49 207 Arbitrage : Craig Pawson | Spectateurs : 49 207 Arbitrage : Craig Pawson |

| Euro - qualifications 2e journée                 | Suisse                               | 3 - 3   | Danemark                                  | Parc Saint-Jacques, Bâle                       |                                                |
| 26 mars 2019 · 20h45 · Historique des rencontres | Freuler 19e · Xhaka 66e · Embolo 76e | (1 - 0) | 84e Zanka · 88e Gytkjær · 90+3e Dalsgaard | Spectateurs : 18 352 Arbitrage : Damir Skomina | Spectateurs : 18 352 Arbitrage : Damir Skomina |
| 26 mars 2019 · 20h45 · Historique des rencontres | Rapport                              |         |                                           | Spectateurs : 18 352 Arbitrage : Damir Skomina | Spectateurs : 18 352 Arbitrage : Damir Skomina |

| LDN 2018-2019 : demi-finale                     | Portugal            | 3 - 1   | Suisse               | Stade du Dragon, Porto                       |                                              |
| 5 juin 2019 · 20h45 · Historique des rencontres | Ronaldo 25e 88e 90e | (1 - 0) | 57e (pen.) Rodríguez | Spectateurs : 42 415 Arbitrage : Felix Brych | Spectateurs : 42 415 Arbitrage : Felix Brych |
| 5 juin 2019 · 20h45 · Historique des rencontres | Rapport             |         |                      | Spectateurs : 42 415 Arbitrage : Felix Brych | Spectateurs : 42 415 Arbitrage : Felix Brych |

| LDN 2018-2019 : petite finale                   | Suisse                                         | 0 - 0             | Angleterre                                              | Stade D.-Afonso-Henriques, Guimarães            |                                                 |
| 9 juin 2019 · 15h00 · Historique des rencontres |                                                |                   |                                                         | Spectateurs : 15 742 Arbitrage : Ovidiu Hațegan | Spectateurs : 15 742 Arbitrage : Ovidiu Hațegan |
| 9 juin 2019 · 15h00 · Historique des rencontres | Rapport                                        |                   |                                                         | Spectateurs : 15 742 Arbitrage : Ovidiu Hațegan | Spectateurs : 15 742 Arbitrage : Ovidiu Hațegan |
| 9 juin 2019 · 15h00 · Historique des rencontres | Zuber · Xhaka · Akanji · Mbabu · Schär · Drmić | Tirs au but 5 - 6 | Maguire · Barkley · Sancho · Sterling · Pickford · Dier | Spectateurs : 15 742 Arbitrage : Ovidiu Hațegan | Spectateurs : 15 742 Arbitrage : Ovidiu Hațegan |

| Euro - qualifications 3e journée                     | République d'Irlande | 1 - 1   | Suisse    | Aviva Stadium, Dublin                                    |                                                          |
| 5 septembre 2019 · 20h45 · Historique des rencontres | McGoldrick 85e       | (0 - 0) | 74e Schär | Spectateurs : 44 111 Arbitrage : Carlos del Cerro Grande | Spectateurs : 44 111 Arbitrage : Carlos del Cerro Grande |
| 5 septembre 2019 · 20h45 · Historique des rencontres | Rapport              |         |           | Spectateurs : 44 111 Arbitrage : Carlos del Cerro Grande | Spectateurs : 44 111 Arbitrage : Carlos del Cerro Grande |

| Euro - qualifications 4e journée                     | Suisse                                                     | 4 - 0   | Gibraltar | Tourbillon, Sion                           |                                            |
| 8 septembre 2019 · 18h00 · Historique des rencontres | Zakaria 37e · Mehmedi 43e · Rodríguez 45e · Gavranović 87e | (3 - 0) |           | Spectateurs : 8 138 Arbitrage : Pavel Orel | Spectateurs : 8 138 Arbitrage : Pavel Orel |
| 8 septembre 2019 · 18h00 · Historique des rencontres | Rapport                                                    |         |           | Spectateurs : 8 138 Arbitrage : Pavel Orel | Spectateurs : 8 138 Arbitrage : Pavel Orel |

| Euro - qualifications 5e journée                    | Danemark    | 1 - 0   | Suisse | Parken Stadium, Copenhague                             |                                                        |
| 12 octobre 2019 · 18h00 · Historique des rencontres | Poulsen 85e | (0 - 0) |        | Spectateurs : 35 964 Arbitrage : Aleksei Kulbakov (en) | Spectateurs : 35 964 Arbitrage : Aleksei Kulbakov (en) |
| 12 octobre 2019 · 18h00 · Historique des rencontres | Rapport     |         |        | Spectateurs : 35 964 Arbitrage : Aleksei Kulbakov (en) | Spectateurs : 35 964 Arbitrage : Aleksei Kulbakov (en) |

| Euro - qualifications 6e journée                    | Suisse                            | 2 - 0   | République d'Irlande | Stade de Genève, Genève                           |                                                   |
| 15 octobre 2019 · 20h45 · Historique des rencontres | Seferović 16e · Duffy 90+3e (csc) | (1 - 0) |                      | Spectateurs : 24 766 Arbitrage : Szymon Marciniak | Spectateurs : 24 766 Arbitrage : Szymon Marciniak |
| 15 octobre 2019 · 20h45 · Historique des rencontres | Rapport                           |         |                      | Spectateurs : 24 766 Arbitrage : Szymon Marciniak | Spectateurs : 24 766 Arbitrage : Szymon Marciniak |

| Euro - qualifications 7e journée                     | Suisse    | 1 - 0   | Géorgie | Kybunpark, Saint-Gall                           |                                                 |
| 15 novembre 2019 · 20h45 · Historique des rencontres | Itten 77e | (0 - 0) |         | Spectateurs : 16 400 Arbitrage : Danny Makkelie | Spectateurs : 16 400 Arbitrage : Danny Makkelie |
| 15 novembre 2019 · 20h45 · Historique des rencontres | Rapport   |         |         | Spectateurs : 16 400 Arbitrage : Danny Makkelie | Spectateurs : 16 400 Arbitrage : Danny Makkelie |

| Euro - qualifications 8e journée                     | Gibraltar       | 1 - 6   | Suisse                                                              | Victoria Stadium, Gibraltar                   |                                               |
| 18 novembre 2019 · 20h45 · Historique des rencontres | Styche (en) 74e | (0 - 1) | 10e 84e Itten · 50e Vargas · 57e Fassnacht · 75e Benito · 86e Xhaka | Spectateurs : 2 000 Arbitrage : Benoît Millot | Spectateurs : 2 000 Arbitrage : Benoît Millot |
| 18 novembre 2019 · 20h45 · Historique des rencontres | Rapport         |         |                                                                     | Spectateurs : 2 000 Arbitrage : Benoît Millot | Spectateurs : 2 000 Arbitrage : Benoît Millot |

## Classement des buteurs
| Buteur              | Compétition officielle | Matchs amicaux | Total |
| ------------------- | ---------------------- | -------------- | ----- |
| Cedric Itten        | 3                      | 0              | 3     |
| Ricardo Rodríguez   | 2                      | 0              | 2     |
| Granit Xhaka        | 2                      | 0              | 2     |
| Denis Zakaria       | 2                      | 0              | 2     |
| Loris Benito        | 1                      | 0              | 1     |
| Breel Embolo        | 1                      | 0              | 1     |
| Christian Fassnacht | 1                      | 0              | 1     |
| Remo Freuler        | 1                      | 0              | 1     |
| Mario Gavranović    | 1                      | 0              | 1     |
| Admir Mehmedi       | 1                      | 0              | 1     |
| Fabian Schär        | 1                      | 0              | 1     |
| Haris Seferović     | 1                      | 0              | 1     |
| Ruben Vargas        | 1                      | 0              | 1     |
| Steven Zuber        | 1                      | 0              | 1     |
| But contre son camp | 1                      | 0              | 1     |